# Lijst van personen overleden in oktober 2012
Dit is een lijst van bekende personen die zijn overleden in oktober 2012.

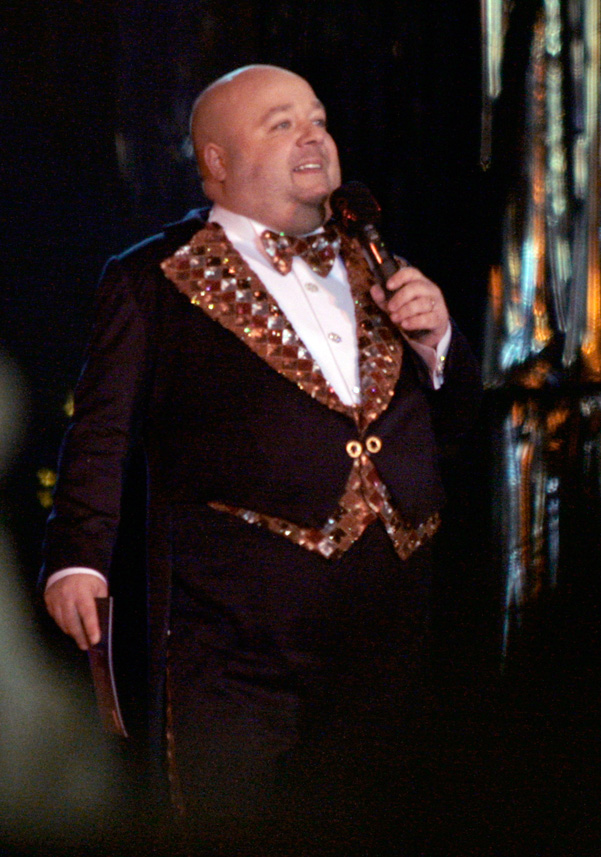
Dirk Bach
1 oktober

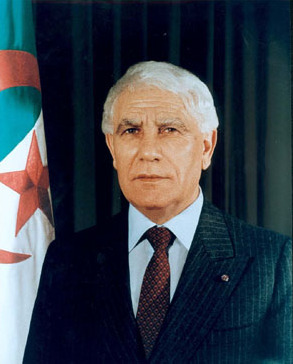
Chadli Bendjedid
6 oktober

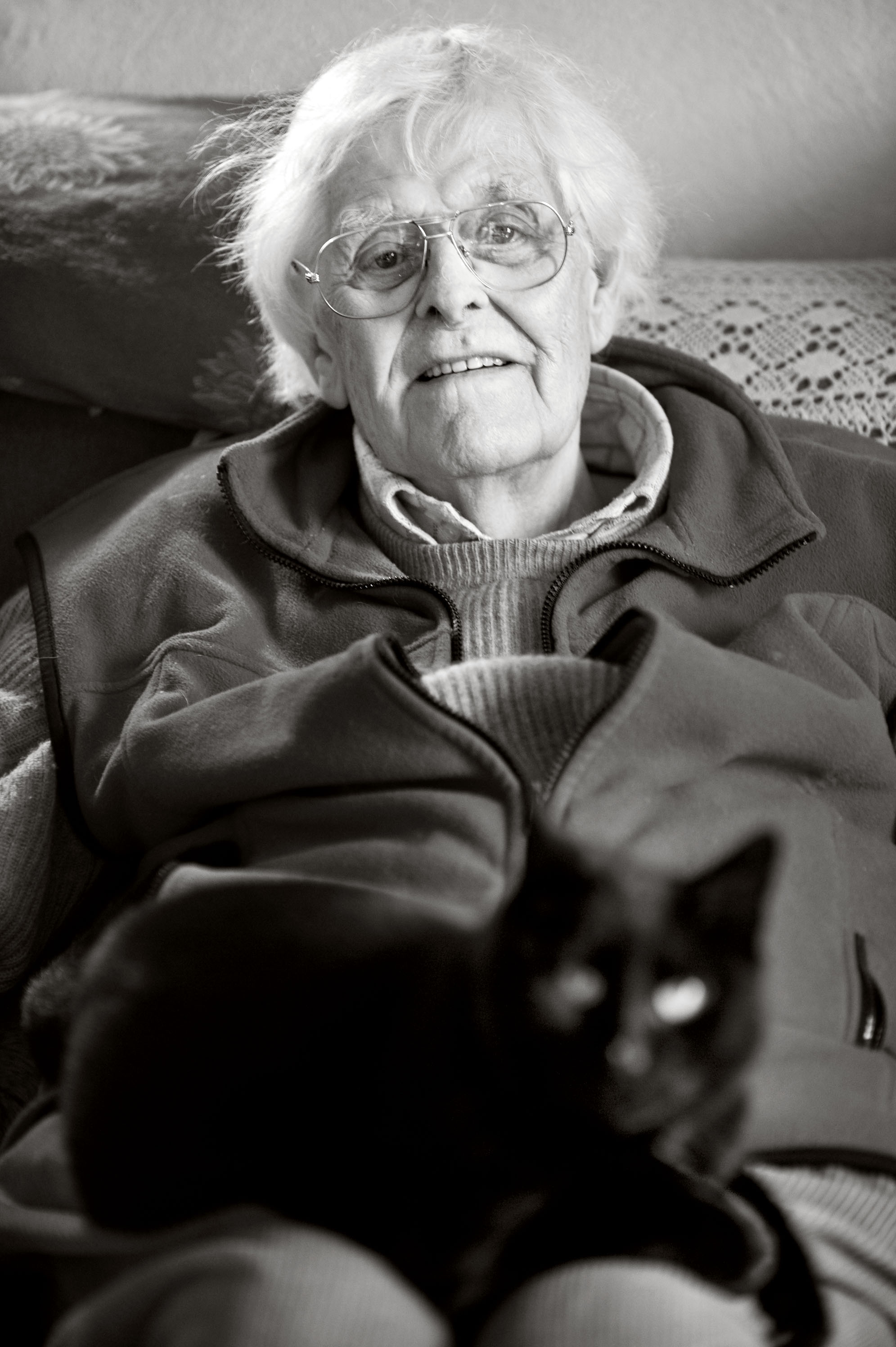
Ivo Michiels
7 oktober

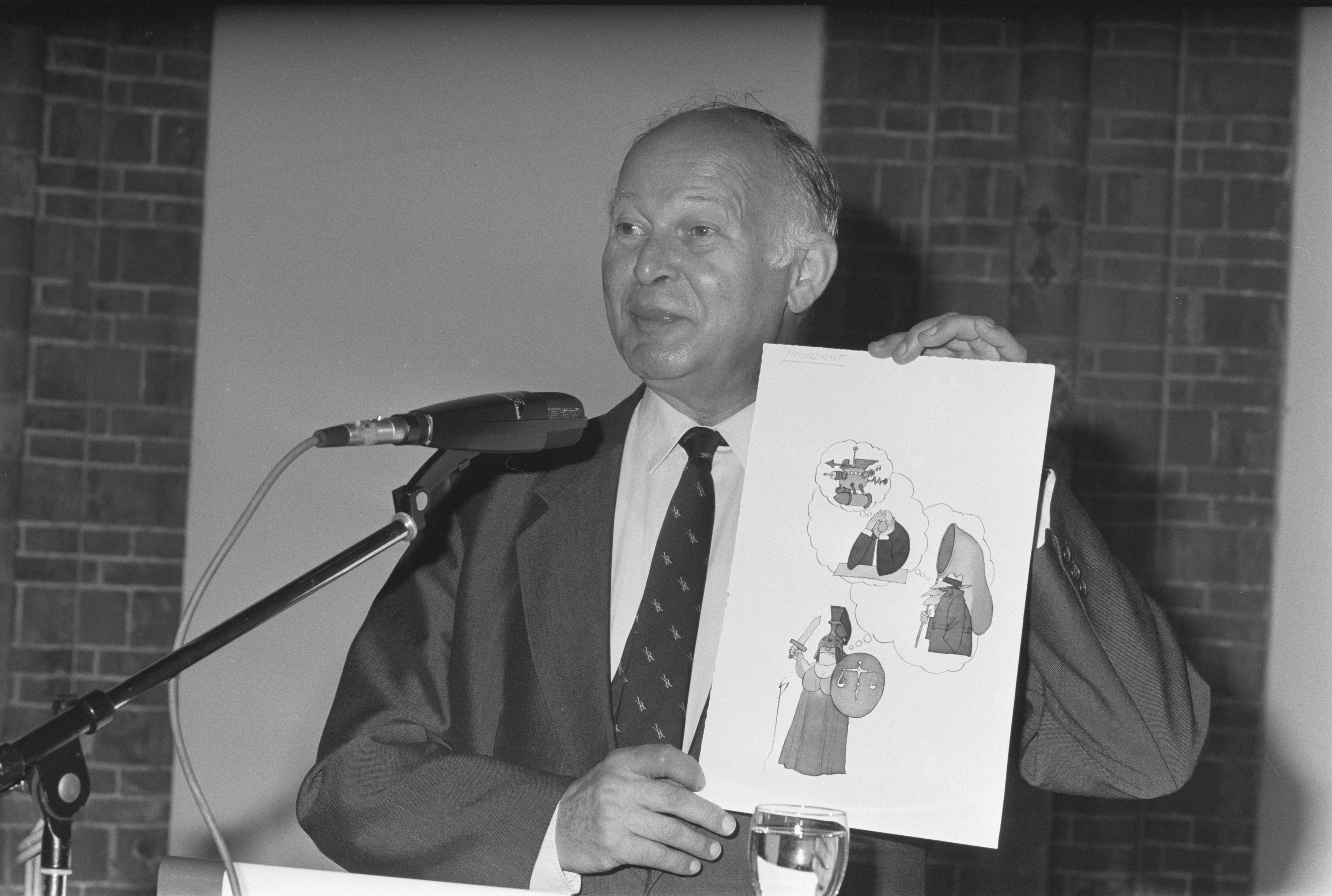
Theo Olof
9 oktober

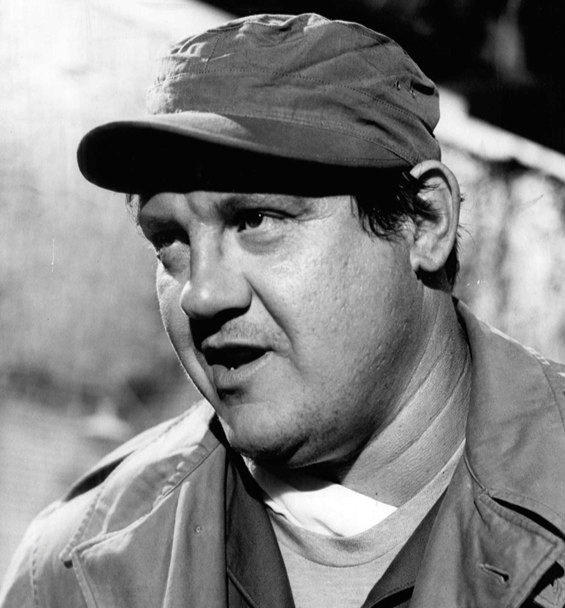
Alex Karras
10 oktober

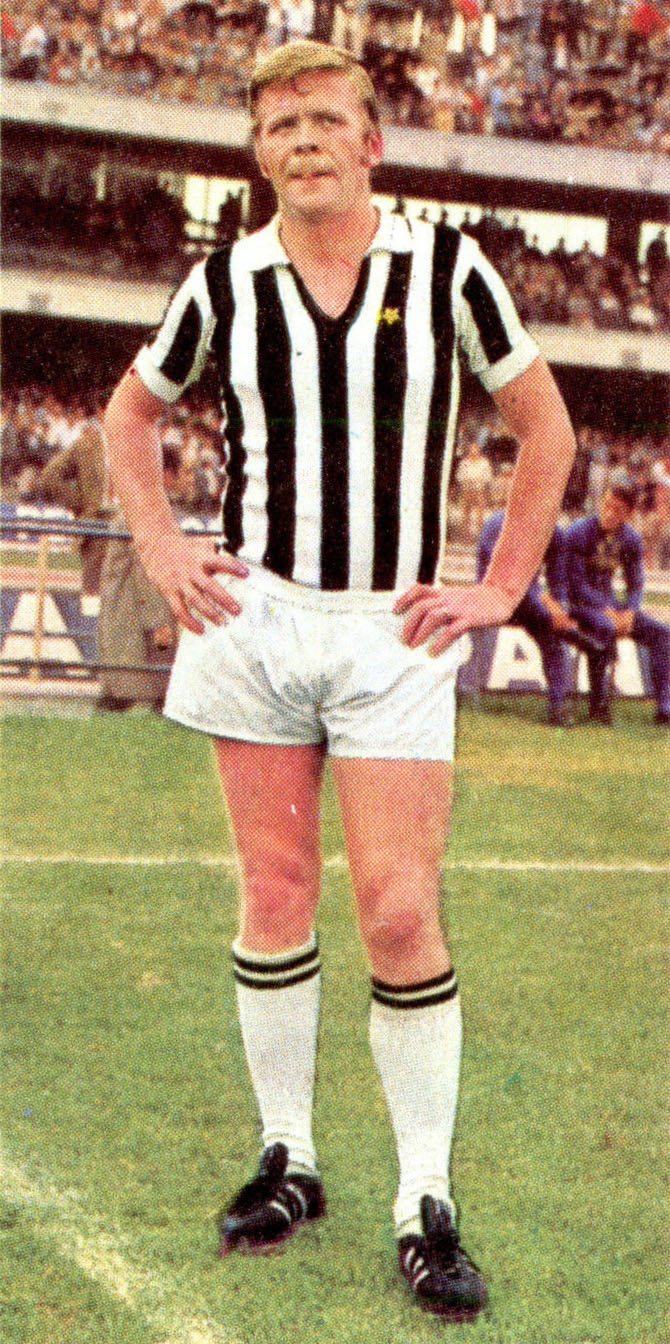
Helmut Haller
11 oktober

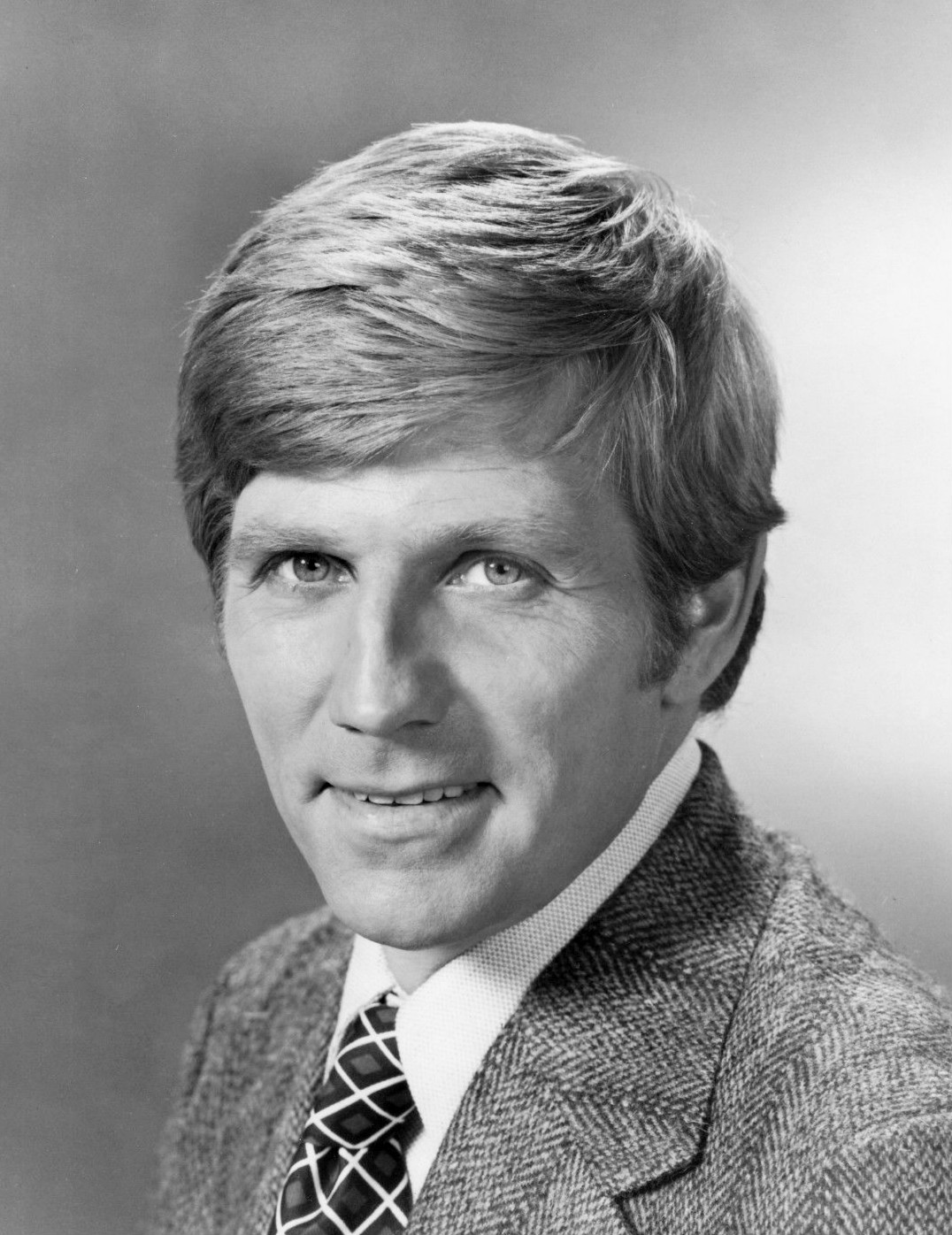
Gary Collins
13 oktober

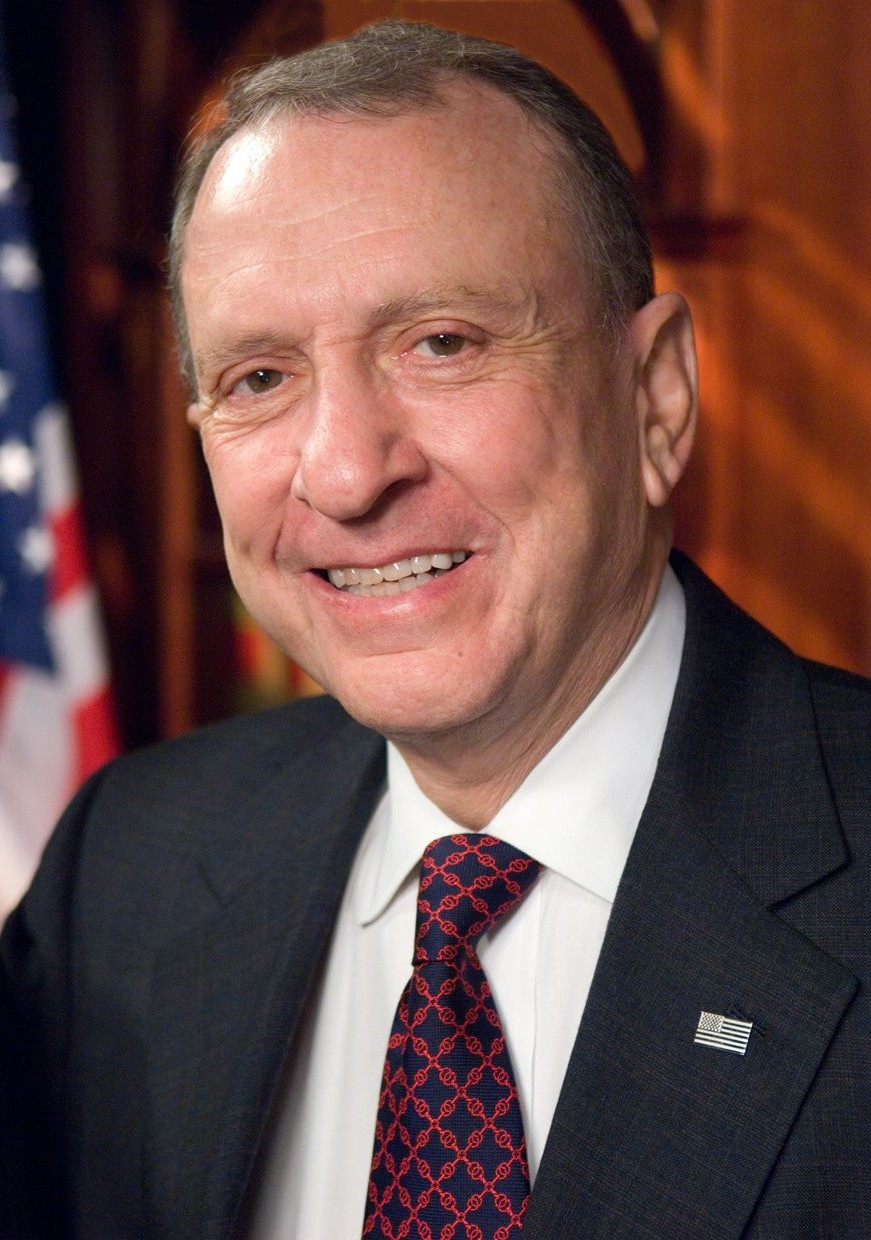
Arlen Specter
14 oktober

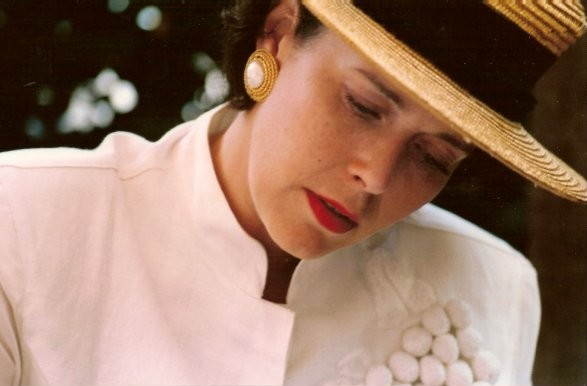
Sylvia Kristel
17 oktober

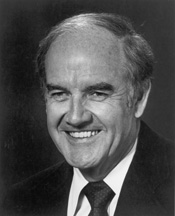
George McGovern
21 oktober

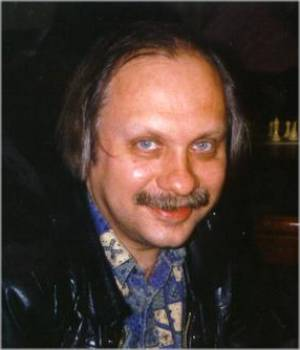
Leon Pliester
23 oktober

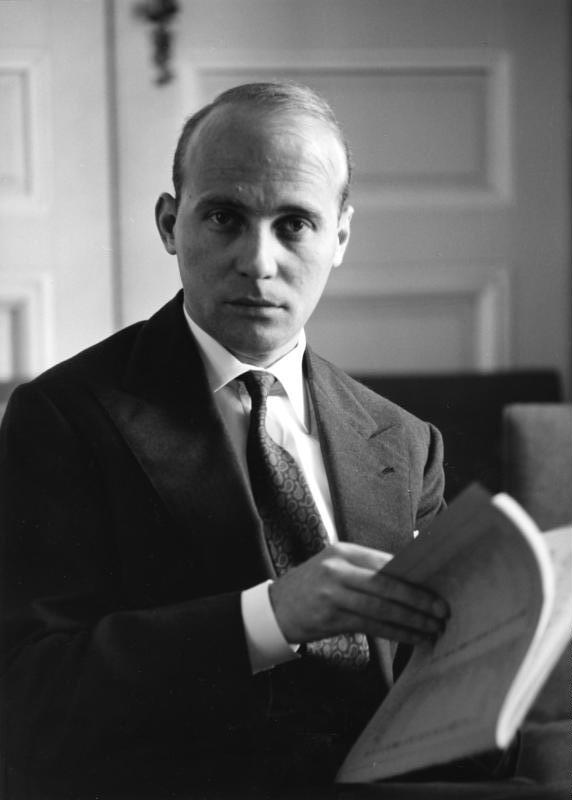
Hans Werner Henze
27 oktober

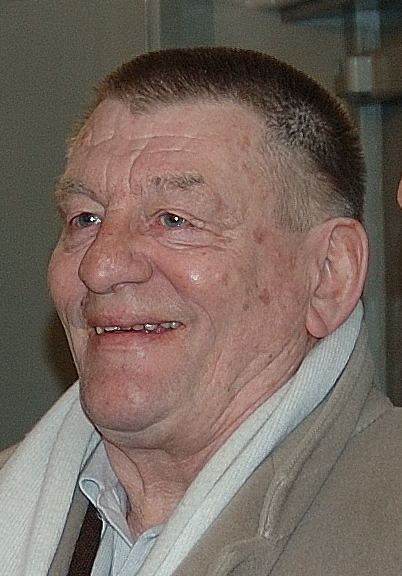
J. Bernlef
29 oktober

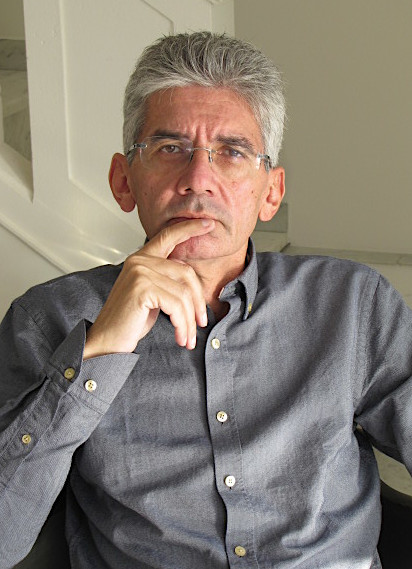
Franck Biancheri
30 oktober

| 1 | 2 | 3 | 4 | 5 | 6 | 7 | 8 | 9 | 10 | 11 | 12 | 13 | 14 | 15 | 16 | 17 | 18 | 19 | 20 | 21 | 22 | 23 | 24 | 25 | 26 | 27 | 28 | 29 | 30 | 31 |
| - | - | - | - | - | - | - | - | - | -- | -- | -- | -- | -- | -- | -- | -- | -- | -- | -- | -- | -- | -- | -- | -- | -- | -- | -- | -- | -- | -- |

### 1 oktober
- Berkant Akgürgen  (73), Turks zanger en pianist[1]
- Dirk Bach  (51), Duits acteur, komiek en televisiepersoonlijkheid[2]
- Abdelkader Fréha (69), Algerijns voetballer
- Eric Hobsbawm (95), Brits historicus en auteur[3]
- Kwan Shan (79), Chinees acteur[4]
- Shlomo Venezia (88), Italiaans schrijver en Sonderkommando-overlevende[5]

### 2 oktober
- Douglas Laurence (93), Amerikaans filmproducer[6]
- Mohammed Mushaima (24), Bahreins politiek activist[7]
- Big Jim Sullivan (71), Brits gitarist[8]
- Nguyen Chi Thien (73), Vietnamees dichter en dissident[9]

### 4 oktober
- Antisa Chvitsjava (132?), Georgische vrouw die beweerde 132 jaar oud te zijn[10]
- Stan Mudenge (70), Zimbabwaans politicus[11]
- Jan de Vries (87), Nederlands burgemeester[12]
- Erhard Wunderlich (55), Duitse handbalspeler[13]

### 5 oktober
- Keith Campbell (58), Brits bioloog[14]
- Vojin Dimitrijevic (80), Servisch jurist en mensenrechtenactivist[15]
- Claude Pinoteau (87), Frans filmregisseur[16]
- Maeike Sijtsma (29), Nederlands zangeres[17]
- Gré Visser (95), Nederlands verzetsstrijdster en rechtvaardige onder de volkeren[18]

### 6 oktober
- Chadli Bendjedid (83), Algerijns president[19]
- Antonio Cisneros (69), Peruviaans dichter[20]
- Gérard Gropaiz (69), Frans zwemmer[21]
- Raoul De Keyser (82), Belgisch schilder[22]
- Albert Jozef van Saksen (77), Duits historicus[23]

### 7 oktober
- Cecilia Bizzotto (32), Braziliaans actrice[24]
- Larry Block (69), Amerikaans acteur en dichter[25]
- Heriberto Lazcano Lazcano (37), Mexicaans crimineel[26]
- Ivo Michiels (89), Belgisch auteur[27]

### 8 oktober
- Marilou Diaz-Abaya (57), Filipijns regisseur[28]
- Freddy Kruisland (73), Surinaams advocaat[29]
- Eric Lomax (93), Brits veteraan en auteur[30]
- Hank Moonjean (82), Amerikaans filmproducent[31]
- John Tchicai (76), Deens jazzsaxofonist[32]

### 9 oktober
- Paddy Roy Bates (90), Brits zelfbenoemde prins van Sealand[33]
- Kees Korbijn (86), Nederlands zanger en songwriter[34]
- Rafael Lesmes (85), Spaans voetballer[35]
- Theo Olof (88), Nederlands violist en concertmeester[36]

### 10 oktober
- Bill Brimfield (74), Amerikaans jazzmuzikant[37]
- Jos Huysmans (70), Belgisch wielrenner[38]
- Alex Karras (77), Amerikaans acteur, worstelaar en American-footballspeler[39]
- Nils Koppruch (46), Duits zanger en kunstschilder[40]
- Leo O'Brien (41), Amerikaans acteur[41]
- Carla Porta Musa (110), Italiaans essayist[42]
- Harris Savides (55), Amerikaans director of photography en filmcameraman[43]

### 11 oktober
- Frank Alamo (70), Frans zanger[44]
- Helmut Haller (73), Duits voetballer[45]
- Ernst Lindner (77), (Oost-)Duits voetballer[46]
- Erik Moseholm (82), Deens jazzmuzikant[47]
- Edgar Negret (92), Colombiaans beeldhouwer[48]

### 12 oktober
- Gerard Brands (77), Nederlands schrijver[49]
- Norm Grabowski (79), Amerikaans acteur en autobouwer[50]
- Jean-Pierre Hautier (56), Belgisch radio- en televisiepresentator[51]
- Harry Valérien (88), Duitse sportjournalist[52]

### 13 oktober
- Stuart Bell (74), Brits politicus[53]
- René Camoin (80), Frans acteur[54]
- Georges Chaulet (81), Frans schrijver[55]
- Gary Collins (74), Amerikaans acteur en tv-presentator[56]
- Jennifer Scherman (20), Duits fotomodel[57]

### 14 oktober
- Kyle Bennett (33), Amerikaans fietscrosser[58]
- John Clive (79), Brits acteur[59]
- B.B. Cunningham (70), Amerikaans muzikant, songwriter en zanger[60]
- Eddie Russo (86), Amerikaans autocoureur[61]
- Odorico Sáiz (100), Spaans bisschop[62]
- Arlen Specter (82), Amerikaans politicus[63]
- Gart Westerhout (85), Nederlands-Amerikaans astronoom[64]

### 15 oktober
- Claude Cheysson (92), Frans politicus[65]
- Erol Günaydin (79), Turks acteur[66]
- Inge Lievaart (95), Nederlands dichteres[67]
- Norodom Sihanouk (89), Cambodjaans koning, staatshoofd en premier[68]

### 16 oktober
- John Durkin (76), Amerikaans politicus[69]
- Isaac "Dickie" Freeman (84), Amerikaans gospelzanger[70]
- Alexander Nikolajewitsch Koschkin (53), Russisch bokser[71]

### 17 oktober
- Milija Aleksic (61), Engels voetballer[72]
- Sylvia Kristel (60), Nederlands actrice[73]
- Menno Meewis (58), Belgisch museumdirecteur[74]
- Stanford Ovshinsky (89), Amerikaans uitvinder[75]
- Karin Stoltenberg (80), Noors bioloog en politica[76]

### 18 oktober
- Borah Bergman (78), Amerikaans pianist[77]
- Leo Beyers (79), Belgisch acteur
- Joel Marston (90), Amerikaans acteur[78]
- Slater Martin (86), Amerikaans basketballer[79]
- David S. Ware (62), Amerikaans jazzsaxofonist[80]

### 19 oktober
- Fiorenzo Magni (91), Italiaans wielrenner[81]
- Käthe Reichel (86), Duits actrice[82]

### 20 oktober
- Przemysław Gintrowski (60), Pools componist en muzikant[83]
- Paul Kurtz (86), Amerikaans filosoof[84]
- Edward Donnall Thomas (92), Amerikaans arts, professor en Nobelprijswinnaar[85]

### 21 oktober
- Yash Chopra (80), Indiaas filmmaker en -regisseur[86]
- Ted Kazanoff (90), Amerikaans acteur[87]
- George McGovern (90), Amerikaans politicus[88]
- Jan Willem Verlinden (71), Nederlands burgemeester[89]

### 22 oktober
- Piet Coert Bokma (80), Nederlands distilleerder en ondernemer[90]
- Carolyn Conwell (82), Amerikaans actrice[91]
- Russell Means (73), Indiaans acteur en activist[92]
- Salvatore Merlino (73), Amerikaans maffiabaas[93]
- Gabrielle Roth (71), Amerikaans muzikant, auteur, danser, filosoof en theatermaker[94]
- William Walker (99), Brits piloot[95]

### 23 oktober
- Wilhelm Brasse (94), Pools Auschwitzfotograaf[96]
- Leopold Feyen (84), Belgisch politicus[97]
- Jozef Mannaerts (89), Belgisch voetballer[98]
- Michael Marra (60), Schots folkzanger en songwriter[99]
- Leon Pliester (58), Nederlands schaker[100]
- Philippe Di Santo (62), Belgisch voetballer[101]

### 24 oktober
- Anita Björk (89), Zweeds actrice[102]
- John Bourne (86), Brits journalist[103]
- Bill Dees (73), Amerikaans songwriter[104]
- Maurits De Prins (64), Belgisch ondernemer en fraudeur[105]
- Margaret Osborne-duPont (94), Amerikaans tennisspeelster[106]

### 25 oktober
- Jacques Barzun (104), Frans-Amerikaans historicus en cultuurcriticus[107]
- Cesare Canevari (85), Italiaans acteur, regisseur, filmproducer[108]
- John Connelly (74), Brits voetballer[109]
- Emanuel 'Manny' Steward (68), Amerikaans bokstrainer[110]
- Joop Stokkermans (75), Nederlands componist en pianist[111]

### 26 oktober
- Eloy Gutiérrez-Menoyo (77), Cubaans dissident[112]
- Natina Reed (32), Amerikaans zangeres[113]
- Björn Sieber (23), Oostenrijks skiër[114]

### 27 oktober
- Angelo Maria Cicolani (60), Italiaans politicus[115]
- Jacques Dupin (85), Frans dichter, schrijver en kunstkenner[116]
- Hans Werner Henze (86), Duits componist, muziekpedagoog en musicoloog[117]

### 28 oktober
- Terry Callier (67), Amerikaans soulzanger[118]
- Gunther Cuylits (37), Belgisch wielrenner[119]
- Sophie Hecquet (68), Frans radio- en tv-persoonlijkheid en zangeres[120]

### 29 oktober
- J. Bernlef (75), Nederlands schrijver[121]
- Cordelia Edvardson (83), Zweeds journalist van Duits-Joodse afkomst[122]

### 30 oktober
- Franck Biancheri (51), Frans politicus[123]
- Jozef Van Nevel (86), Belgisch politicus[124]
- Lebbeus Woods (72), Amerikaans architect, beeldhouwer en architectuurtheoreticus[125]
- José Yepes Cardo (70), Spaans acteur[126]

### 31 oktober
- John Cooper Fitch (95), Amerikaans Formule 1-coureur[127]
- Leo van de Putte (98), Nederlands emeritus hoogleraar[128]

1900 ·
1901 ·
1902 ·
1903 ·
1904 ·
1905 ·
1906 ·
1907 ·
1908 ·
1909 ·
1910 ·
1911 ·
1912 ·
1913 ·
1914 ·
1915 ·
1916 ·
1917 ·
1918 ·
1919 ·
1920 ·
1921 ·
1922 ·
1923 ·
1924 ·
1925 ·
1926 ·
1927 ·
1928 ·
1929 ·
1930 ·
1931 ·
1932 ·
1933 ·
1934 ·
1935 ·
1936 ·
1937 ·
1938 ·
1939 ·
1940 ·
1941 ·
1942 ·
1943 ·
1944 ·
1945 ·
1946 ·
1947 ·
1948 ·
1949 ·
1950 ·
1951 ·
1952 ·
1953 ·
1954 ·
1955 ·
1956 ·
1957 ·
1958 ·
1959 ·
1960 ·
1961 ·
1962 ·
1963 ·
1964 ·
1965 ·
1966 ·
1967 ·
1968 ·
1969 ·
1970 ·
1971 ·
1972 ·
1973 ·
1974 ·
1975 ·
1976 ·
1977 ·
1978 ·
1979 ·
1980 ·
1981 ·
1982 ·
1983 ·
1984 ·
1985 ·
1986 ·
1987 ·
1988 ·
1989 ·
1990 ·
1991 ·
1992 ·
1993 ·
1994 ·
1995 ·
1996 ·
1997 ·
1998 ·
1999 ·
2000 ·
2001 ·
2002 ·
2003 ·
2004 ·
2005 ·
2006 ·
2007 ·
2008 ·
2009 ·
2010 ·
2011 ·
2012 ·
2013 ·
2014 ·
2015 ·
2016 ·
2017 ·
2018 ·
2019 ·
2020 ·
2021 ·
2022 ·
2023 ·
2024 ·
2025